# 로랑스 코트
로랑스 코트(Laurence Côte, 1966년 2월 11일 ~ )는 프랑스의 배우, 작가이다.

## 출연 작품
- 멜로디의 미소 (2007)
- 두 여자 (2005)
- Un pur moment de rock'n roll (1999)
- 프라하 스토리 (1999)
- 부전자전 (1999)
- 기념품 (1996)
- 도둑들 (1996)
- 파리의 숨바꼭질 (1995)
- 죽은 자들의 삶 (1991)
- 누벨 바그 (1990)
- 4인조 (1988)
- 이방인의 연인들 (1987)